# Alangium longiflorum
Alangium longiflorum är en kornellväxtart som beskrevs av Elmer Drew Merrill. Alangium longiflorum ingår i släktet Alangium och familjen kornellväxter. Inga underarter finns listade i Catalogue of Life.